# Lieja-Bastoña-Lieja 1980
La Lieja-Bastogne-Lieja 1980 fue la 66.ª edición de la clásica ciclista Lieja-Bastoña-Lieja. La carrera se disputó el domingo 24 de abril de 1980, sobre un recorrido de 244 km. 
En un principio el vencedor final fue el francés Bernard Hinault, por delante de Hennie Kuiper y Ronny Claes. 

## Equipos participantes
| Equipos ciclistas profesionales (15)- Renault-Gitane - Peugeot-Esso-Michelin - IJsboerke-Warncke Eis - Boule d'Or-Sunair-Colnago - La Redoute-Motobécane - Safir-Ludo - Splendor-Admiral - TI-Raleigh-Creda - DAF Trucks-Lejeune - Bianchi-Piaggio - Boston-IFI-Mavic - Miko-Mercier-Vivagel - Puch-Sem-Campagnolo - Gis Gelati - Marc-Carlos-V.R.D.-Woningbouw |
| |

## Clasificación final
| Posición | Ciclista            | Equipo     | Tiempo   |
| -------- | ------------------- | ---------- | -------- |
| 1        | Bernard Hinault     | Renault    | 7h01'42" |
| 2        | Hennie Kuiper       | Peugeot    | a 9'24"  |
| 3        | Ronny Claes         | Ijsboerke  | s.t.     |
| 4        | Alfons De Wolf      | Boule d'Or | a 10'34" |
| 5        | Pierre Bazzo        | La Redoute | s.t.     |
| 6        | Ludo Peeters        | Ijsboerke  | s.t.     |
| 7        | Herman Van Springel | Safir-Ludo | a 12'05" |
| 8        | Guido Van Calster   | Splendor   | a 12'35" |
| 9        | Johan van der Velde | TI Raleigh | s.t.     |
| 10       | Eddy Schepers       | Daf Trucks | s.t.     |